# Йондогу
Йондогу (кор. 영도구, новая романизация корейского языка: Yeongdo-gu) — муниципальный район в южной части Пусана, Корея. Расположен на острове Йондо. Носит статус города с самоуправлением. Плотность населения составляет 114 484 жителей на км².

## Административное деление
Йондогу подразделяется на 11 административных кварталов:
- Намхандон
- Йонсон 1(иль)дон
- Йонсон 2(и)дон
- Синсондон
- Поннэ 1(иль)дон
- Поннэ 2(и)дон
- Чхонхак 1(иль)-дон
- Чхонхак 2(и)дон
- Тонсам 1(иль)дон
- Тонсам 2(и)дон
- Тонсам 3(сам)дон

## Достопримечательности
- Национальный морской музей
- Тхэджондэ
- Мост Йондо
- Мост Пусанхан
- Площадь 75
- Раковинная куча в Тонсам-доне